# Мирослав Лукич
Мирослав Лукич (серб. Мирослав Лукић / Miroslav Lukić, нар. 1 жовтня 1909, Белград  — пом. 21 грудня 1964, там само) — югославський футболіст, що грав на позиції захисника. Відомий виступами за клуб «Югославія», а також національну збірну Югославії. 

## Клубна кар'єра
Розпочинав кар'єру в белградському клубі «Соко», де виступав до 1931 року. В тому ж 1931 році відправився з клубом «Хайдук» (Спліт) у турне Південною Америкою. Лукич грав у захисті в парі з Марко Мікачичем, відігравши загалом 12 матчів. 
Після цього приєднався до клубу «Югославія», у якомувиступав до 1945 року. З командою був срібним призером чемпіонату Югославії 1934—35 року, а також бронзовим призером у сезонах 1932—33 і 1938—39 років.
У 1936 році став володарем кубка Югославії. «Югославія» у фіналі двічі перемогла «Граджянскі» 2:1 і 4:0. У 1939 році виграв ще одне кубкове змагання, що носило назву Зимовий кубок. У фіналі, щоправда, не грав.
У роки Другої світової війни «Югославія» (перейменована в СК 1913) виступала в чемпіонаті Сербії, у якому здобула перемогу 1941–42 році.
Загалом у складі «Югославії» Лукич зіграв 224 матчі.
| Дата       | Місто    | Господарі      | Результат | Гості          | Турнір            | Голи | Примітки |
| ---------- | -------- | -------------- | --------- | -------------- | ----------------- | ---- | -------- |
| 15.06.1930 | Софія    | Болгарія       | 2 – 2     | Югославія      | товариський матч  | -    |          |
| 02.08.1931 | Белград  | Югославія      | 2 – 1     | Чехословаччина | товариський матч  | -    |          |
| 09.10.1932 | Прага    | Чехословаччина | 2 – 1     | Югославія      | товариський матч  | -    |          |
| 07.05.1933 | Цюрих    | Швейцарія      | 4 – 1     | Югославія      | товариський матч  | -    |          |
| 18.03.1934 | Софія    | Болгарія       | 1 – 2     | Югославія      | товариський матч  | -    | 80'      |
| 01.04.1934 | Белград  | Югославія      | 2 – 3     | Болгарія       | товариський матч  | -    | 46'      |
| 29.04.1934 | Бухарест | Румунія        | 2 – 1     | Югославія      | Відбір до ЧС 1934 | -    |          |
| 25.12.1934 | Афіни    | Болгарія       | 3 – 4     | Югославія      | Балканський кубок | -    |          |
| Усього     |          | Матчів         | 8         |                | Голів             | 0    |          |

## Трофеї і досягнення
- Срібний призер чемпіонату Югославії: 1934—35
- Бронзовий призер чемпіонату Югославії: 1932—33, 1938—39
- Чемпіон Сербії: 1941-42
- Володар кубка Югославії: 1936, 1938-39
- Переможець Балканського кубку: 1934-35